# حرمت يا بابا (مسلسل)
حرمت يا بابا مسلسل مصري يحكي عن أب اسمه عبد الحميد يقوم بدوره الفنان حسن حسني، يعمل مدرس تربية رياضية متزوج وله أربع بنات وابن أخت يسمي «تامر»

## بطولة
- حسن حسني: "عبد الحميد العرف"
- هناء الشوربجي: "عايدة" زوجة عبد الحميد
- لانا سعيد: "سهام" الابنة الكبري لعبد الحميد وعايدة تعمل دكتوره
- إنجي المقدم: الابنة الثانية لعبد الحميد وعايدة تعمل صحفية
- مني هلا: "إلهام" الابنة الثالثة لعبد الحميد وعايدة عمل في البوتيك وراسبة الثانوية العامة
- ميار الغيطي: "هيام" الابنة الصغري لعبد الحميد وعايدة
- عمرو رمزي: "تامر" ابن اخت عبد الحميد العرف